# مادرغان
مادرغان هي قرية في مقاطعة أصفهان، إيران. عدد سكان هذه القرية هو 218 في سنة 2006.